# Undrið FF
El Undrið Fótbóltsfelag (en español: Asociación de Fútbol Wonder), conocido simplemente como Undrið FF, es un club de fútbol de Islas Feroe de la ciudad de Tórshavn. Fue fundado el 18 de enero de 2006 bajo el nombre de Undri FF. Juega en la 1. deild, la segunda división del fútbol de Islas Feroe.

## Historia
La idea de fundar el nuevo equipo de fútbol comenzó con una fiesta de cumpleaños en 2005. En la temporada 2010, el equipo perdió la final de la 3. Deild ante el B36, pero ganó el ascenso a la 2. Deild. El club también anunció el fichaje de Rúni Elttør y Høgni Joensen, ambos exfutbolistas de alto nivel de las Islas Feroe, como entrenadores del equipo para la temporada 2011.

## Nombre
El equipo lleva el nombre de su patrocinador principal, el representante de las Islas Feroe del productor de jabón islandés Undri, que significa maravilla en islandés. Significa lo mismo en el idioma de las Islas Feroe, sin embargo, se agrega un artículo definido que lo convierte en Undrið, pero la pronunciación de las Islas Feroe sigue siendo la misma. (En islandés, serían diferentes).

## Palmarés
- 2. deild: 1

2021
- 3. deild: 1

2017